# Real Madrid in het seizoen 2018/19
Dit artikel geeft een overzicht van Real Madrid in het seizoen 2018/19.

## Spelerskern
| Nr.           | Naam             | Nationaliteit | Geboortedatum | Vorige club                     |
| ------------- | ---------------- | ------------- | ------------- | ------------------------------- |
| Keepers       |                  |               |               |                                 |
| 1             | Keylor Navas     | Costa Rica    | 15-12-1986    | Levante (2011–2014)             |
| 13            | Kiko Casilla     | Spanje        | 02-10-1986    | Espanyol (2011–2015)            |
| 25            | Thibaut Courtois | België        | 11-05-1992    | Chelsea FC (2014-2018)          |
| 30            | Luca Zidane      | Frankrijk     | 13-05-1998    |                                 |
| Verdedigers   |                  |               |               |                                 |
| 2             | Daniel Carvajal  | Spanje        | 11-01-1992    | Bayer Leverkusen (2012–2013)    |
| 3             | Jesús Vallejo    | Spanje        | 05-01-1997    | Eintracht Frankfurt (2016–2017) |
| 4             | Sergio Ramos     | Spanje        | 30-03-1986    | Sevilla FC (2004–2005)          |
| 5             | Raphaël Varane   | Frankrijk     | 25-04-1993    | RC Lens (2010–2011)             |
| 6             | Nacho            | Spanje        | 18-01-1990    |                                 |
| 12            | Marcelo          | Brazilië      | 12-05-1988    | Fluminense (2005–2006)          |
| 15            | Theo Hernández   | Frankrijk     | 06-10-1997    | Deportivo Alavés (2016–2017)    |
| 19            | Álvaro Odriozola | Spanje        | 14-12-1995    | Real Sociedad (2016–2018)       |
| Middenvelders |                  |               |               |                                 |
| 8             | Toni Kroos       | Duitsland     | 04-01-1990    | Bayern München (2010–2014)      |
| 10            | Luka Modrić      | Kroatië       | 09-09-1985    | Tottenham Hotspur (2008–2012)   |
| 14            | Casemiro         | Brazilië      | 23-02-1992    | FC Porto (2014–2015)            |
| 18            | Marcos Llorente  | Spanje        | 30-01-1995    | Deportivo Alavés (2016–2017)    |
| 20            | Marco Asensio    | Spanje        | 21-01-1996    | Espanyol (2015–2016)            |
| 22            | Isco             | Spanje        | 21-04-1992    | Málaga CF (2011–2013)           |
| 24            | Dani Ceballos    | Spanje        | 07-08-1996    | Real Betis (2014–2017)          |
|               | Lucas Silva      | Brazilië      | 16-02-1993    | Cruzeiro (2017–2018)            |
|               | Martin Ødegaard  | Noorwegen     | 17-12-1998    | Heerenveen (2017–2018)          |
| Aanvallers    |                  |               |               |                                 |
| 9             | Karim Benzema    | Frankrijk     | 19-12-1987    | Olympique Lyon (2004–2009)      |
| 11            | Gareth Bale      | Wales         | 16-07-1989    | Tottenham Hotspur (2007–2013)   |
| 17            | Lucas Vázquez    | Spanje        | 01-07-1991    | Espanyol (2014–2015)            |
| 21            | Borja Mayoral    | Spanje        | 05-04-1997    | VfL Wolfsburg (2016–2017)       |
|               | Vinícius Júnior  | Brazilië      | 12-07-2000    | Flamengo (2017–2018)            |
|               | Raúl de Tomás    | Spanje        | 17-10-1994    | Rayo Vallecano (2017–2018)      |
|               | Eden Hazard      | België        | 7-01-1991     | Chelsea (2012–2019)             |

- = Aanvoerder

### Technische staf
| -               | Functie        | Naam   | Nationaliteit |
| Assistent-coach | Albert Celades | Spanje |               |
| Assistent-coach | Pablo Sanz     | Spanje |               |
| Keeperstrainer  | Juan Canales   | Spanje |               |

## Uitrustingen
Shirtsponsor(s): Fly Emirates

Sportmerk: adidas
| Thuis | Uit |

## Transfers

### Zomer
| Naam              | Nationaliteit     | Van / Naar          | Bedrag / Type |
| ----------------- | ----------------- | ------------------- | ------------- |
| Inkomend          |                   |                     |               |
| Andrij Loenin     | Oekraïne          | Zorja Loehansk      | € 8.500.000   |
| Omar Mascarell    | Spanje            | Eintracht Frankfurt | € 4.000.000   |
| Thibaut Courtois  | België            | Chelsea FC          | € 40.000.000  |
| Vinícius Júnior   | Brazilië          | Flamengo            | € 45.000.000  |
| Fábio Coentrão    | Portugal          | Sporting Lissabon   | Einde huur    |
| Philipp Lienhart  | Oostenrijk        | SC Freiburg         | Einde huur    |
| Martin Ødegaard   | Noorwegen         | Heerenveen          | Einde huur    |
| Lucas Silva       | Brazilië          | Cruzeiro            | Einde huur    |
| TOTAAL UITGAVEN:  | TOTAAL UITGAVEN:  | TOTAAL UITGAVEN:    | € 97.500.000  |
| Uitgaand          |                   |                     |               |
| Philipp Lienhart  | Oostenrijk        | SC Freiburg         | € 2.000.000   |
| Omar Mascarell    | Spanje            | Schalke 04          | € 10.000.000  |
| Cristiano Ronaldo | Portugal          | Juventus            | € 105.000.000 |
| Mateo Kovačić     | Kroatië           | Chelsea FC          | Huur          |
| TOTAAL INKOMSTEN: | TOTAAL INKOMSTEN: | TOTAAL INKOMSTEN:   | € 117.000.000 |

## UEFA Super Cup
| Wedstrijddetails                              | Thuisploeg                   | Uitslag                 | Uitploeg                              | Opstelling | Kaarten                                                       |
| --------------------------------------------- | ---------------------------- | ----------------------- | ------------------------------------- | --- | ------------------------------------------------------------- |
| UEFA Super Cup                                |                              |                         |                                       | |                                                               |
| 15 augustus 2018 20:45 A. Le Coq Arena Talinn | Real Madrid                  | 2-4                     | Atlético Madrid                       | Navas Carvajal, Ramos, Varane, Marcelo Casemiro (76' Ceballos), Kroos Bale, Isco (83' Vzaquez), Asensio (57' Modric) Benzema | 35' Asensio 54' Marcelo 90+1' Ceballos 101' Modric 112' Ramos |
| 15 augustus 2018 20:45 A. Le Coq Arena Talinn | 27' Benzema 63' Ramos (pen.) | 0-1 1-1 2-1 2-2 2-3 2-4 | 1' Costa 79' Costa 98' Saúl 104' Koke | Navas Carvajal, Ramos, Varane, Marcelo Casemiro (76' Ceballos), Kroos Bale, Isco (83' Vzaquez), Asensio (57' Modric) Benzema | 35' Asensio 54' Marcelo 90+1' Ceballos 101' Modric 112' Ramos |

## Afbeeldingen

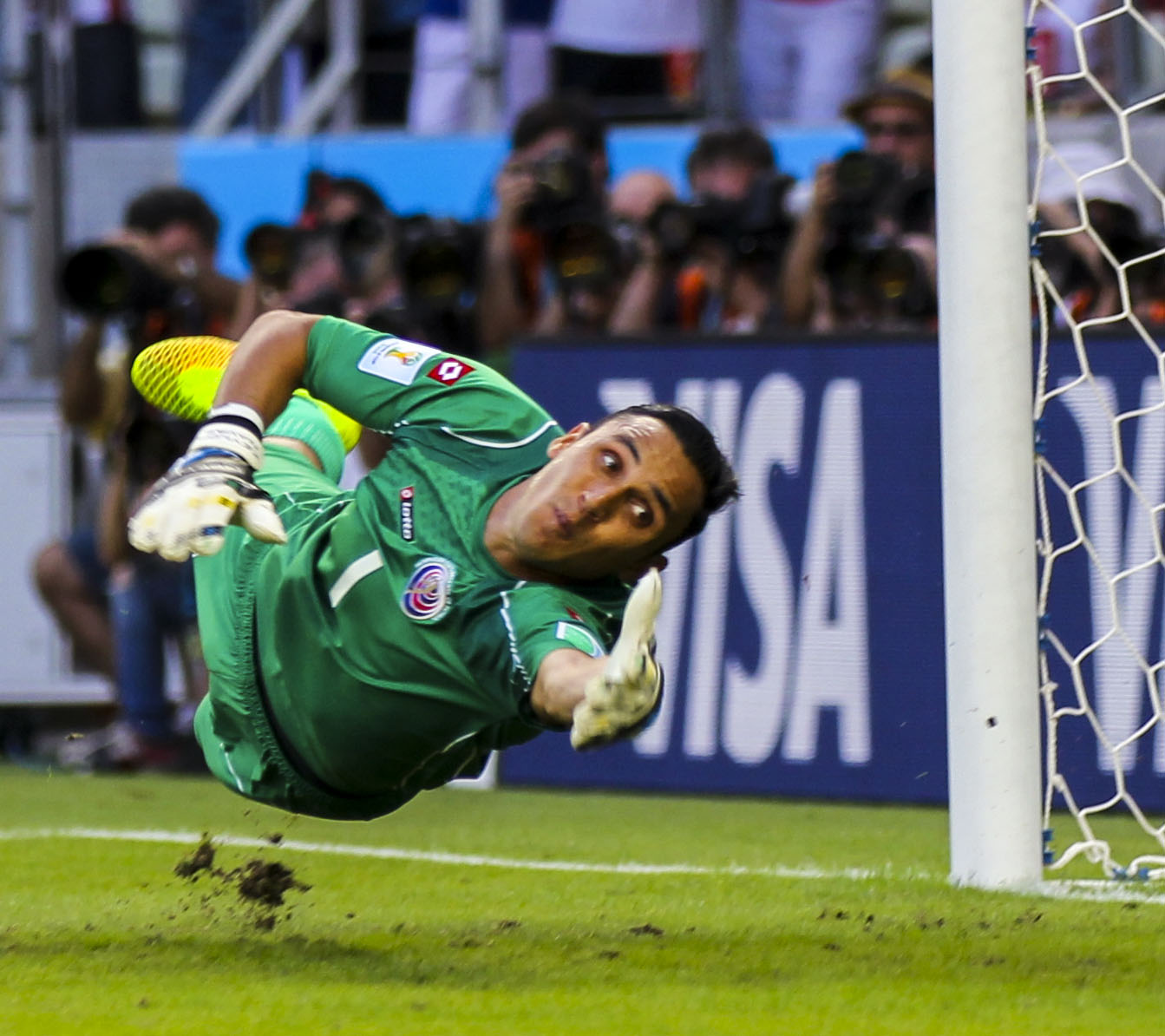
Keylor Navas (doelman)
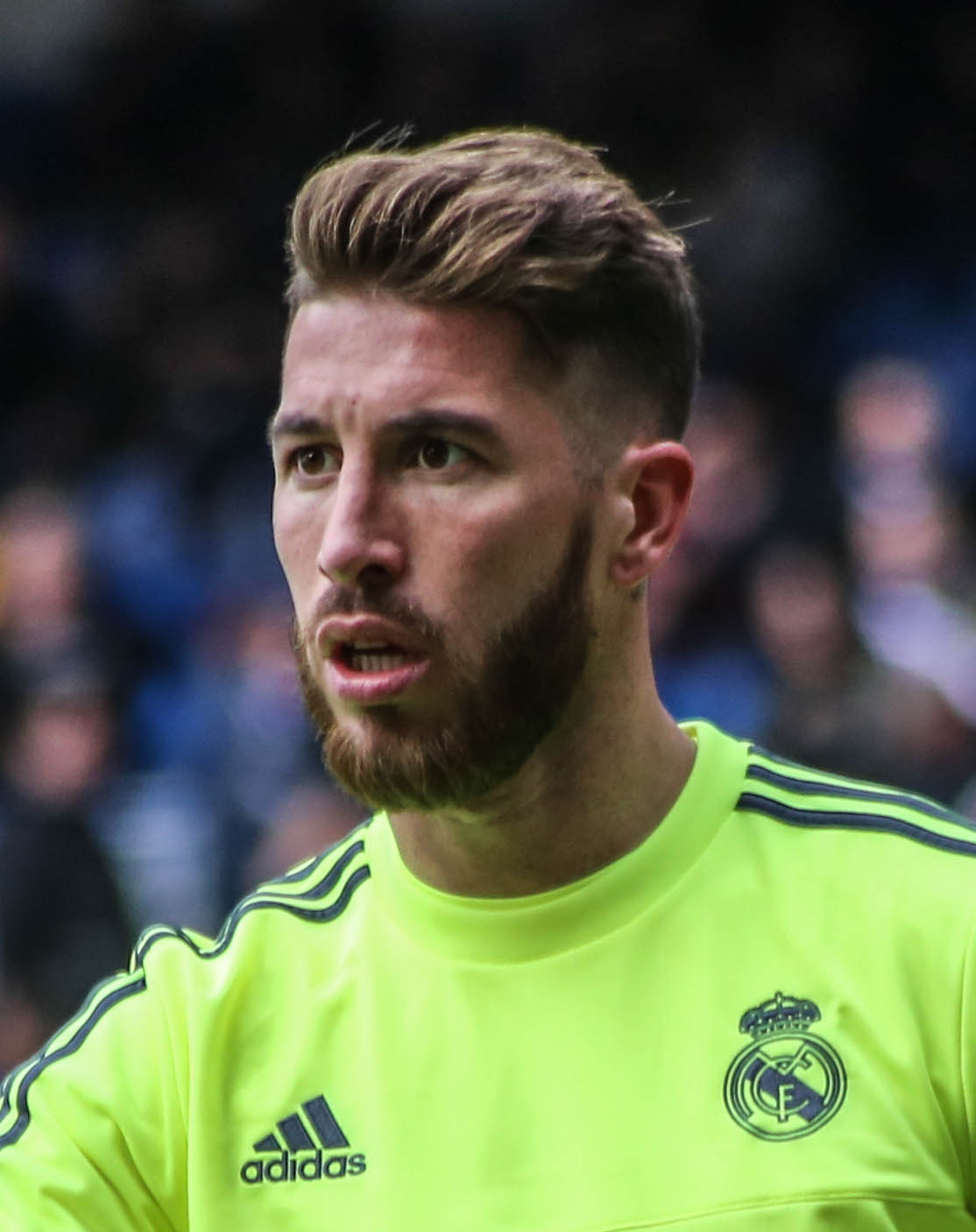
Sergio Ramos (verdediger)
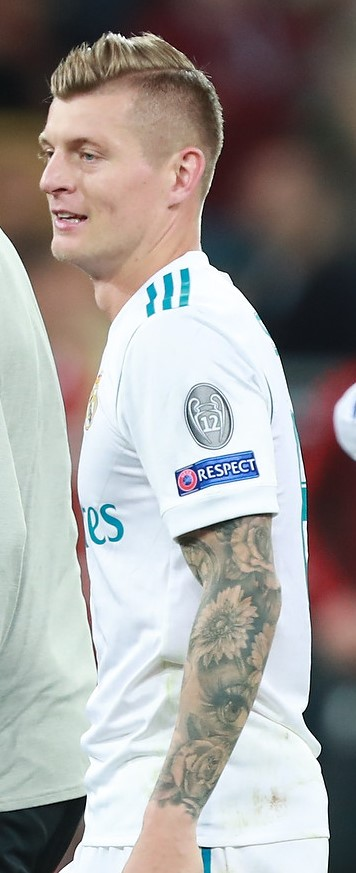
Toni Kroos (middenvelder)
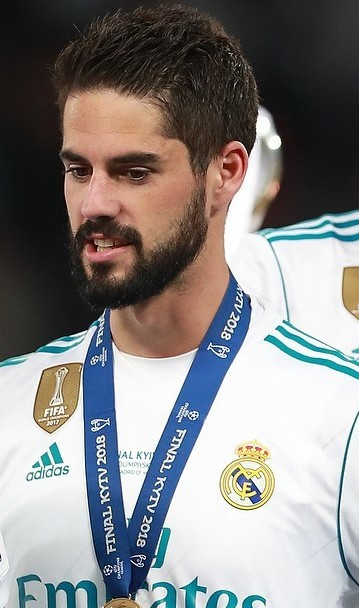
Isco (middenvelder)
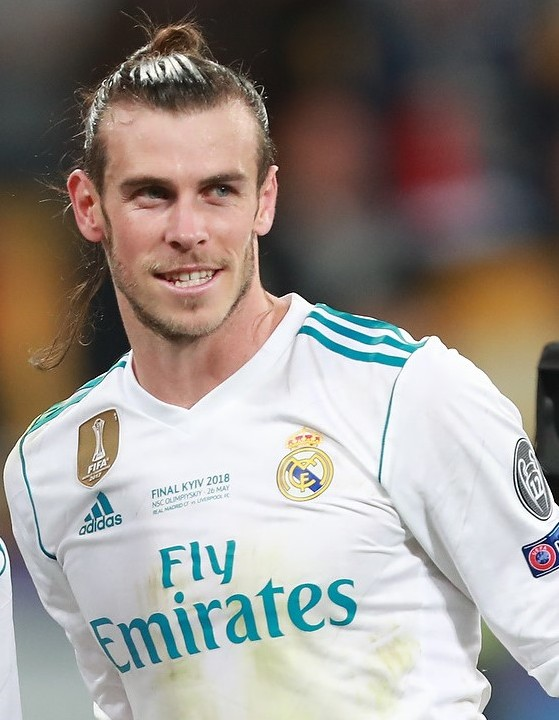
Gareth Bale (aanvaller)
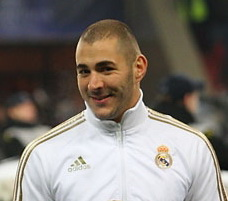
Karim Benzema (aanvaller)

1998/99 ·
1999/00 ·
... ·
2013/14 ·
2014/15 ·
2015/16 ·
2016/17 ·
2017/18 ·
2018/19 ·
2019/20 ·
2020/21 ·
2021/22 ·
2022/23 ·
2023/24 ·
2024/25